# 10061 Ндолапрата
10061 Ндолапрата (10061 Ndolaprata) — астероїд головного поясу, відкритий 11 серпня 1988 року.
Тіссеранів параметр щодо Юпітера — 3,300.